# Marion Droz Vincent
Marion Droz Vincent (* 8. Januar 2008 in Pontarlier) ist eine französische Nordische Kombiniererin.

## Werdegang
Droz Vincent hat bereits als Kleinkind mit dem Skilanglauf begonnen. Ihre ersten Skisprünge hat sie im Alter von 10 Jahren in Chaux-Neuve absolviert. Ihr internationales Debüt feierte Droz Vincent, die für den Ski Club Verrières / La Cluse startet, am 27. August 2021 bei einem Youth-Cup-Wettbewerb in Oberhof. Bei den Olympischen Jugend-Winterspielen Ende Januar 2024 in Gangwon wurde sie Zwölfte im Einzel und gemeinsam mit Lubin Martin, Romane Baud und Luc Balland Sechste im Mixed-Team. Eine Woche später trat sie an den Nordischen Junioren-Skiweltmeisterschaften in Planica an. Gemeinsam mit Lubin Martin, Romane Baud und Lilian Tréand belegte sie den fünften Platz im Mixed-Team. Im Einzel erreichte sie Rang 15.
Im Sommer 2024 ging sie erstmals im Grand Prix an den Start und stand erstmals auf dem Podest im Alpencup. Mitte Januar 2025 gab sie in Eisenerz ihr Debüt im Continental Cup. Dabei erreichte sie im Einzel nach der Gundersen-Methode den fünften und sechsten Platz. Beim Nordic Combined Triple in Seefeld gab sie ihr Weltcup-Debüt. Ihr bestes Resultat des Wochenendes gelang ihr am dritten Wettkampftag mit dem 19. Platz. Bei den Nordischen Junioren-Skiweltmeisterschaften 2025 in Lake Placid wurde sie gemeinsam mit Romane Baud Siebte im Teamsprint. Im Einzel belegte sie den 14. Platz, mit dem Mixed-Team wurde sie Fünfte.  Bei den Nordischen Skiweltmeisterschaften 2025 in Trondheim belegte sie im Massenstart Rang 28. Gemeinsam mit Gaël Blondeau, Léna Brocard und Laurent Muhlethaler wurde sie Sechste im Mixed-Team. Zum Abschluss der Weltmeisterschaften erreichte Droz Vincent den 25. Platz im Einzelrennen nach der Gundersen-Methode.

## Privates
Droz Vincent wuchs mit zwei Schwestern in Haut-Doubs auf.

## Statistik

### Continental-Cup-Platzierungen
| Saison  | Platz | Punkte |
| ------- | ----- | ------ |
| 2024/25 | 21.   | 115    |